# Rutilkvarts
Rutilkvarts är ett mineral tillhörande gruppen kvartser. Den är en bergkristall som har rutiler inneslutna i sig. De ser ungefär ut som blonda hårstrån.
- Wikimedia Commons har media som rör Rutilkvarts.